# Convento di Kaufbeuren

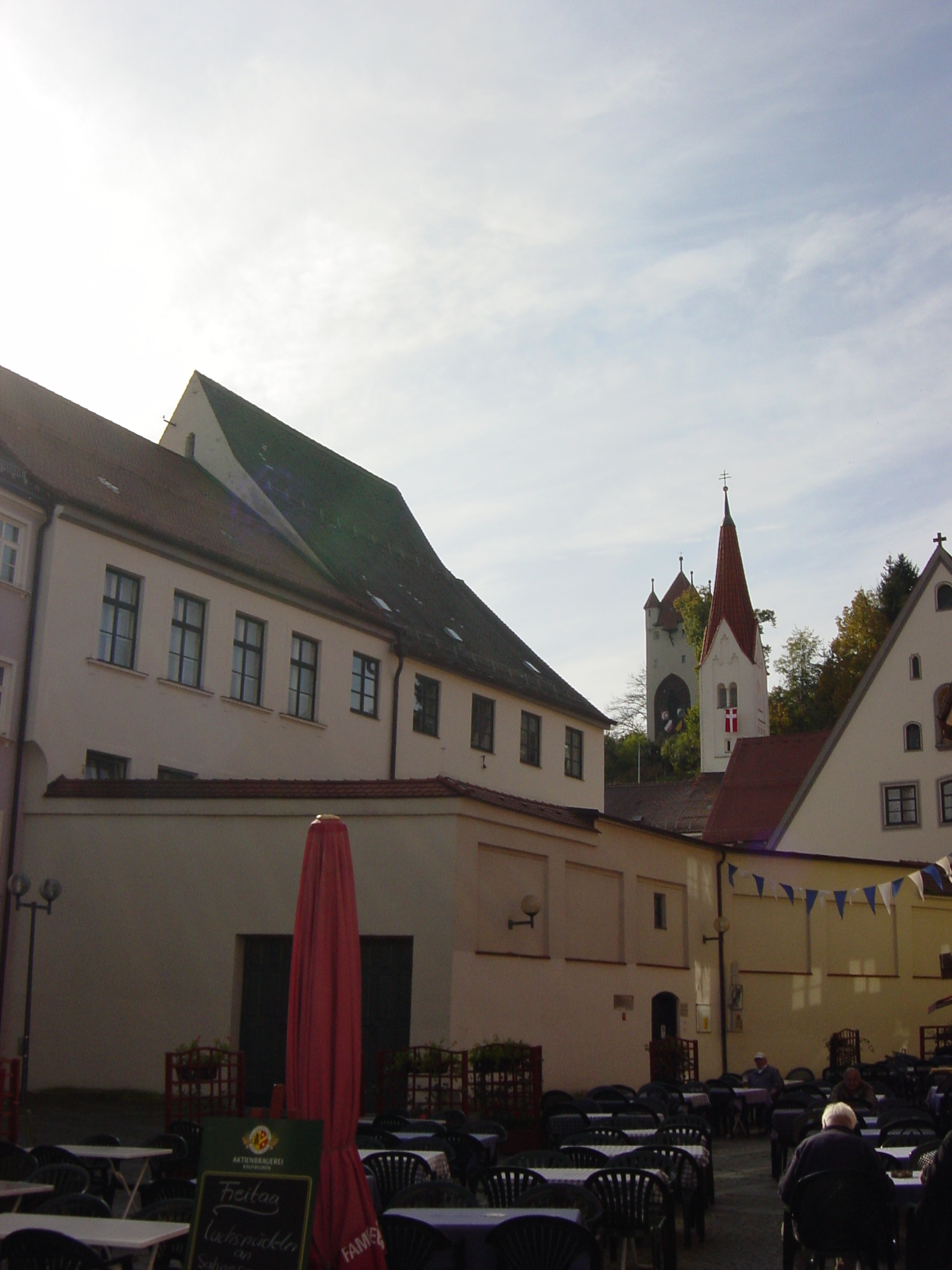
Il convento francescano in Kaufbeuren

Il convento di Kaufbeuren, detto anche Crescentiakloster è un monastero di terziarie regolari francescane sito a Kaufbeuren in Baviera nella diocesi di Augsburg.

## Storia
Il convento nacque nel 1250 come sede di una comunità di beghinaggio e fu fondato probabilmente da  Anna von Hof. Nel 1315 vi subentrò, per disposizione ecclesiastica, la comunità delle francescane del Terzo ordine regolare
Nel 1741 ne divenne priora Maria Crescentia Höss, deceduta in odore di santità nel 1744, beatificata da papa Leone XIII nel 1900 e canonizzata da papa Giovanni Paolo II nel 2000. Nel corso della secolarizzazione della Baviera, nel 1803 la comunità francescana fu sciolta e l'Ordine Teutonico occupò il fabbricato fino al 1806. Il convento francescano venne nuovamente eretto nel 1831. Nel 2005 vi venne eretto un monumento commemorativo in onore di santa Maria Crescentia Höss.